# Жилино (Воронежская область)
Жилино — село в Россошанском районе Воронежской области.
Входит в состав Жилинского сельского поселения, центром которого является.

## География
Расположено в 55 км от районного центра — города Россошь и в 250 км от областного центра — города Воронеж.

## История
Поселения на месте села появились в XVIII веке. Хутора был основаны переселенцами из слободы Новобелая Жилиным и Пшеничниковым и соответственно назывались хуторами Жилино и Пшеничным. На первом жили основатели : Савва Васильевич Жилин 1764 г.р. жена его Ирина Макаровна , взята со  сл. Н.Белой ,их дети сын и трое дочек , его брат Тимофей Васильевич 1765 г.р , жена его Агафья Фёдоровна 1769 г.р. ,взята с хутора Ровного и  их сын . На втором : Яков Иванович Пшеничный  1737  г.р. с женой Мариной Фёдоровной 1737  г.р , с тремя сыновьями и тремя  дочерьми  и его брат Логин Иванович Пшеничный 1742 г.р. с женой  Настасьей Яковлевной 1742 г.р. с 4-мя сыновьями и двумя дочерьми. Первоначально более крупным был хутор Пшеничный и  сл. Жилину  именовали сл.. Жилина (Пшеничновка) .В 1779 году в хуторе был 41 двор. Жилино стало считаться селом с 1801 года, когда в поселении появилась церковь Благовещения.
В селе не было помещика и местные жители называли его слободой. Это отражало малороссийские корни поселения. Слобода была окружена хуторами, самым крупным из которых был хутор Пшеничный. Село принадлежало к числу государственных. Крестьяне села делились на сотни. Во главе каждой сотни стоял атаман. Для управления сельской общиной население выбирало полицейского, стражника, писаря. Атаман, стражник, полицейский, писарь выбирались сроком на один год.
Основным занятием крестьян было пашенное земледелие. Крестьяне сеяли пшеницу, горох и просо, рожь, ячмень, лён, коноплю и некоторые огородные культуры. Жили в селе мастера верстаков и прялок. На верстаках женщины ткали цветные половики для себя и на продажу. В отдельных дворах этим промыслом занимались до середины 1970-х годов. Запасы зерна хранились в специальных кладовых. Зерно размалывалось на жерновах или зернотёрках. Хлеба пекли на больших глиняных противнях. Позже в селе появились мельницы: водяная на р. Овчинная и ветряная. В х. Пшеничный в XIX веке существовал кирпичный заводик. В 1910 году в селе имелось три маслобойных завода, 2 просорушки, шерстобойня, 29 ветряных мельниц. Торговцы держали винную и две мелкие лавки.
В связи с начавшейся коллективизацией в 1930 году, на территории Совета образовались три колхоза: в с. Жилино — имени Кирова, хуторе Александровка — имени Чапаева, хуторе Пшеничном — «Подарок 12 Годовщины». Земельная площадь колхозов составляла 2314,85 га. В 1958 году произошло укрупнение колхозов Жилинского сельсовета. Объединённый колхоз получил название «Путь Ильича», центральная усадьба колхоза находилась в селе Жилино.
Крестьяне жили в хатах, построенных из дерева и глины, а зачастую из плетёнки, обмазанных глиной. Наружные и внутренние стены белили мелом, крыши сооружали из камыша и соломы. Хата имела обычно две комнаты, сени и чулан. Полы были земляными. В красном углу висела икона. Вместо стульев в хате стояли дубовые лавки, дощатый стол. На полках стояла глиняная посуда. Особое место занимала печь, в ней готовили пищу и на ней спали. Позже к печи добавилась плита и возник симбиоз русской печи и варочной печки-шведки.
В селе жило много было однофамильцев, которые являлись дальними родственниками. Самыми распространёнными были фамилии Ивасенко, Фроловых, Колесниковых, Кобылкиных. Например все Фроловы были потомками Фролова  Артемия , примерно 1740 года рождения .Чтобы не путаться в фамилиях, каждый двор называли по-своему, а именно по старшему в доме, в основном, по дедам. В хуторе Пшеничном к середине XX века было несколько дворов Калашниковых. К 1900 году в Жилино насчитывалось 247 дворов с 1850 жителями. В начале 1970-х годов хутора Пшеничный и Александровский стали постепенно исчезать и их население переезжало в с. Жилино и другие населённые пункты.
В 1870 г. в хуторе Пшеничном была построена школа. До 1895 г. в школе работал один учитель — Нина Ивановна (фамилия забыта), а потом учителей стало двое. В центре с. Жилино школа открылась в 1905 г. Обе школы были церковно-приходскими. Срок обучения в них составлял 3 года. В школе изучали русский язык, арифметику, чтение и Закон Божий. Закон Божий вёл батюшка, которого звали отец Стефаний Васильевич Попов. В 1911 г. в селе была построена земская 4-летняя начальная школа из кирпича. Первой её заведующей была Голубятникова Анастасия Арестовна, проработавшая на этой должности до Октябрьской революции. 
В начале 1943 года в селе находился штаб 24-го немецкого танкового корпуса, который был уничтожен в ходе Острогожско-Россошанской наступательной операции.

## Население
Село Жилино является центром Жилинского сельского поселения. В настоящее время на территории Жилинского сельского поселения находятся населённые пункты: села — Жилино и Поддубное, общая численность населения к 2015 году составляло примерно 1370 человек. По данным 2010 года в Жилино проживало 868 человек.

## Экономика
В селе жители заняты в основном отраслями сельского хозяйства — земледелием и животноводством. На территории Жилинского сельского поселения находятся ОАО «Южное», основное направление деятельности которого — полеводство, животноводство, несколько крестьянско-фермерских хозяйств, занимающихся производством зерновых и технических культур. В 1990-е годы под руководством тогдашнего руководителя хозяйства Остроушко Василия Ивановича были построены и работали маслоцех, пекарня, мельница и кирпичный завод. В настоящее время они не работают, а кирпичный завод разобран до основания.
В селе действует Жилинская средняя общеобразовательная школа. На 2015 год в ней работало 16 сотрудников и обучалось 97 учеников. 

## Достопримечательности
Главная достопримечательность — церковь Благовещения. Это объект культурного наследия регионального значения 1801 года постройки. Деревянная церковь Благовещения была возведена в центре Жилино в 1801 году. Позднее деревянный храм был продан на слом, а на его месте началось строительство кирпичного храма. Первая половина церкви была построена к 1829 году, Трапезная и колокольня церкви построены в 1801 году в формах классицизма, а храмовая часть с двумя боковыми пределами (южный — в честь Вознесения Христова, северный — в честь св. Тихона Задонского) с тремя полукруглыми апсидами — к 1882 году. После освобождения в 1943 году села Жилино от немецких оккупантов церковь была отреставрирована и открыта для богослужений. В 1964 году её закрыли и использовали как складское помещение. В настоящее время в Благовещенском храме с. Жилино проведены реставрационные работы и церковь является действующей.